# Alexandre Veuthey
Alexandre Veuthey (sinh ngày 14 tháng 1 năm 1993) là một cầu thủ bóng đá người Thụy Sĩ hiện tại thi đấu cho FC Stade Nyonnais.

## Sự nghiệp
Veuthey bắt đầu thi đấu tại FC Lausanne-Sport nơi anh vượt qua hệ thống trẻ. Anh có màn ra mắt vào ngày 12 tháng 5 năm 2010 trước Gossau trong trận đấu tại Giải bóng đá hạng nhất quốc gia Thụy Sĩ. Vào tháng 7 năm 2012 anh chuyển đến FC Stade Nyonnais theo dạng chuyển nhượng tự do.